# Akaflieg München
Akaflieg München är en akademisk flyggrupp och flygklubb vid Münchens Universitet.
Akaflieg München bildades 8 juli 1924 när ca 100 studenter från Münchens tekniska universitet samlades för att diskutera bildandet av en akademisk grupp runt flygning. Som initiativtagare fungerade professorerna S. Finsterwalder och C. Prinz.
På kort tid växte medlemsantalet till cirka 300 studenter. Som ledare och även instruktör fungerade Dr. H Weidinger, som på fritid instruerade och lärde ut grunderna i aerodynamik och konstruktionsteknik. I slutet av 1924 var Akaflieg första glidflygplan Mü1 Vogel Roch färdigbyggt och provfluget. Två år senare deltog Akaflieg i sin första konstruktionstävling med glidflygplanet Mü2 Münchner Kindl, en grupp med elever visade upp glidflygplanet vid Rhön-tävlingarna på Wasserkuppe. För att lösa lokalbristen för gruppen fick man under hösten 1926 disponera kontorslokaler i ett av universitetsbyggnadens torn, samt tillgång till lokaler i källaren där experiment och tillverkning av flygplan kunde ske. Som maskot och logotyp valde gruppen tecknaren Wilhelm Buschs lilla fågel Huckebein. För att kunna genomföra test och provflygningar iordningställde man ett litet stråk utanför den lilla staden Prien.
1928 fick gruppen tillgång till motorflygplanet Klemm L25, flygplanet som var utrustat med en 20 hk Mercedesmotor kunde användas för att bogsera upp glidflygplanen i luften. Piloten 'Wim' Hoffmann lyckades landa med på Zugspitzplatt, en platå som ligger nära toppen av det 2 963 meter höga Zugspitze med motorflygplanet. Allt eftersom motorflyget ökade i betydelse för gruppen anskaffades fler motorflygplan, man köpte en Messerschmidt Me 23 och en Focke-Wulf S 1.
Men konstruktionsarbetet och tillverkningen av olika prototyper till glid- och segelflygplan fortsatte. 1934 kom Akafliegs och Egon Scheibes konstruktion Mü 10 Milan. Flygplanet var ett högvingat segelflygplan med en flygkropp av svetsade stålrör i en fackverkskonstruktion med dukklädd flygplanskropp och dukklädda trävingar. Med Mü 10 slogs ett antal världsrekord i segelflygning i mitten på 1930-talet.
Scheibe kom med i Akaflieg München 1928 där han blev en av de drivande inom gruppen, redan 1931 svarade han och Viktor Urban för konstruktionen av Mü 6, Scheibe som var en duktig pilot genomförde 1933 en uppmärksammad 105 kilometer lång sträckflygning till Regensburg i en Mü 6. Scheibes konstruktionslösning med svetsade stålrör som kläddes med duk kom senare att benämnas Münchenskolan.
Kraven för medlemskap i gruppen var hårda, utöver studier vid universitetet krävdes att man deltog i 150 timmars grupparbete, dessa timmar kunde bestå av tekniskt konstruktionsarbete, hållfasthetsberäkningar eller tillverkning av prototypflygplan. Senare höjdes arbetsplikten till 300 timmar.
1934 övertog den nazistiska organisationen Deutscher Luftfahrt-Verband (DLV) huvudansvaret för alla tyska Akaflieg-grupper. Münchengruppen tvingades byta namn till Flugtechnische Fachgruppe. Tack vare ett kraftigt ökat ekonomiskt stöd från den tyska regeringen växte gruppens verksamhet. Snart ställdes krav på gruppen att forska inom olika strategiska krigsviktiga projekt och även främja segelflyget bland de tyska ungdomarna inom Hitlerjugend.
1938 startade ISTUS en internationell konstruktionstävling för att få fram ett enhetsflygplan för 1940 års Olympiska spel i Helsingfors. Münchengruppen deltog med sitt förslag Mü 17 Merle som slutade tvåa efter DFS Olympia Meise. Under andra världskriget drog Reichs-Luftfahrt-Ministerium (RLM) i gruppen i konstruktioner riktade mot militär användning. 1942 konstruerade och tillverkade man den flygande testbänken Mü 18 där man kunde utvärdera olika vingprofiler samt med den nybildade Akaflieggruppen DM (Akaflieg Darmstadt) och Akaflieg München). DM-gruppen arbetade med utveckling av Alexander Lippisch flygande vingar. När andra världskriget var över fortsatte arbetet inom DM-gruppen med DM 1 på order av de amerikanska militärmyndigheterna. General Patton och Charles Lindbergh kom personligen och övervakade gruppens arbete. I november 1945 var flygplanet klart, det fördes till Langley Field i Virginia. Där utfördes vindtunneltester av flygplanet av National Advisory Committee for Aeronautics (NACA). Stora delar av grundforskningen för DM 1 kom senare att överföras till amerikanska deltaformade jetflygplan bland annat Convair XF-92A. Deltaflygplanet DM 1 finns i dag bevarat i National Air and Space Museum i Washington, D.C..
Efter andra världskrigets slut infördes ett förbud mot flygning och flygforskning i Tyskland, först 1949 kunde studenter och lärare bilda aerodynamiska föreningar. Man startade om i sina tidigare lokaler i tornbyggnaden till Münchens Tekniska Universitet men med experimentverkstaden lokaliserad till flygfältet i Prien.
För att få ekonomi i gruppen för framtida projekt startade man ett kopieringskontor där studenterna mot betalning kopierade och ritade rent olika konstruktionsritningar mindre nystartade företag, På prov konstruerade och tillverkade man ett segel av massivt trä som man provseglade på Chiemseesjön. 1951 lyckades man återfå flygplanet Mü 10 Milan som förvarades på Deutsches Museum i München. Man tillverkade en kopia en Mü 13 samt köpte en Spatz och en Specht, senare tillkom även ett Klemm bogserflygplan. Tack vare ett ekonomiskt forskningsbidrag från Bundesministerium für Verkehr kunde man inleda konstruktion och tillverkning av Mü 22.
Under slutet av 1950-talet rådde delade meningar om hur forskningen skulle bedrivas, många ville hålla fast i Scheibes Münchenskola medan de yngre studenterna såg framtiden i olika moderna laminarprofiler, tillverkade av olika plaster.    
Ett av gruppens senare projekt är motorflygplanet Mü 30 Schlacro som är ett högvärdigt flygplan för avancerad flygning. Som flygklubb bedriver Akaflieg München segel- och motorflygning med 18 flygplan från sitt flygfält. Man ingår även i gruppen Idaflieg.

## Flygplanskonstruktioner från Akaflieg München
- Mü 1 Vogel Roch, 1924
- Mü 2 Münchner Kindl, 1926
- Mü 3 Kakadu, 1928
- Mü 4 München, 1927
- Mü 5 Wastl, 1930
- Mü 6, 1931
- Mü 7, 1932
- Mü 8, 1933
- Mü 9, 1932
- Mü 10 Milan, 1934
- Mü 11 Papagei, 1935
- Mü 12 Kiwi, 1935
- Mü 13 Merlin, 1936
- Mü 14, 1936
- Mü 15, 1940
- Mü 16, 1938
- Mü 17 Merle, 1938
- Mü 18 Meßkrähe, 1942
- Mü 19, 1942
- Mü 20, 1942
- Mü 21
- DM 1 till DM 4, 1945
- Mü 22a, 1954
- Mü 22b, 1964
- Mü 23 Saurier, 1959
- Mü 24 Milan II
- Mü 25
- Mü 26, 1971
- Mü 27, 1979
- Mü 28, 1983
- Mü 29, 1985
- Mü 30 Schlacro, 1999
- Mü 31